# Die Stunde, wenn Dracula kommt
Die Stunde, wenn Dracula kommt (Originaltitel: La maschera del demonio) ist ein in Schwarzweiß gedrehter italienischer Horrorfilm von Mario Bava aus dem Jahre 1960. Es war Bavas erster Film, in dem er allein Regie führte und namentlich als Regisseur genannt wurde, und machte die Hauptdarstellerin Barbara Steele zu einer Kultfigur des Horrorfilms der 1960er Jahre. Das Drehbuch von Ennio De Concini und Mario Serandrei basiert sehr frei auf Motiven der Erzählung Wij von Nikolai Wassiljewitsch Gogol.

## Handlung
1630 werden die junge Adelige Asa und ihr Geliebter Javutich von einem Inquisitionsgericht wegen Hexerei angeklagt. Das Gericht, unter der Führung von Asas Bruder, lässt sie brandmarken und verurteilt sie zum Tode auf dem Scheiterhaufen. Bevor das Urteil vollstreckt wird, verflucht Asa ihren Bruder und seine Nachkommen. Beiden werden metallene Stachelmasken auf ihre Gesichter geschlagen, wodurch sie sterben. Ein plötzlich einsetzendes Unwetter verhindert anschließend ihre Verbrennung. Asas Körper wird in der Familiengruft, einer alten Schloßkirche, beigesetzt, der Javutichs an einer abgelegenen Stelle eines Friedhofs, in ungeweihter Erde.
200 Jahre später bleibt die Kutsche Professor Krubajans und seines Assistenten Gorobec wegen eines gebrochenen Rades direkt vor der Grabstätte der Hexe Asa liegen. Die Ärzte besichtigen die Gruft. Asa ist in einem Steinsarg mit einer Öffnung über ihrem Gesicht aufgebahrt. Am Kopfende des Sargs ist ein großes Steinkreuz angebracht, dessen Anblick die Hexe bannen soll. Aus Neugier reißt Krubajan Asa die Stachelmaske vom Gesicht, wobei er sich an der Hand verletzt. Aus der Wunde tropft Blut in Asas leere Augenhöhlen. Als Krubajan von einer Fledermaus attackiert wird, zerschlägt er versehentlich das Steinkreuz mit seinem Stock. Die Ärzte schenken dem Vorfall keine weitere Beachtung. Beim Verlassen der Gruft treffen sie auf Katia, die Tochter des in der Nähe residierenden Fürsten Vaida, die ihre Hunde ausführt. Katia, eine Nachfahrin von Asas Bruder, sieht der Hexe zum Verwechseln ähnlich. In der Zwischenzeit hat der Kutscher den Schaden behoben, und Krubajan und Gorobec setzen ihre Fahrt fort. In einem nahegelegenen Wirtshaus steigen sie für die Nacht ab.
Durch Krubajans Blut erwacht Asa zu neuem Leben und ruft Javutich aus seinem Grab. Javutich sucht Fürst Vaida in seinem Schloss heim, der einen Zusammenbruch erleidet. Katia schickt einen Diener nach Krubajan aus, aber auf dem Weg dorthin wird dieser ermordet. An seiner statt holt Javutich Krubajan ab und führt ihn durch einen Geheimgang unterhalb des Anwesens in Asas Gruft. Asa beißt Krubajan und verwandelt ihn in einen Vampir. Unter ihrem Befehl stehend, tötet der Professor den Fürsten.
Inzwischen wurde Fürst Vaidas Diener tot aufgefunden, Krubajan wird vermisst. Weil die Beschreibung des Kutschers, der den Professor abholte, auch auf Javutich zutrifft, sucht Gorobec zusammen mit einem Priester Javutichs Grabstätte auf. Sie öffnen den Sarg, in dem sie den untoten Professor finden. Der Priester tötet den Vampir mit einem durchs Auge gerammten Holzpflock. Javutich entführt Katia und bringt sie in Asas Gruft, die mit Katias Blut vollends ihre Lebenskraft zurückgewinnen will. Katias Bruder Konstantin tötet Javutich, verliert aber dabei sein eigenes Leben. Gorobec trifft in der Gruft ein, vor sich zwei identisch aussehende Frauen. Dann entdeckt er das Kruzifix an Katias Hals; als er Asa festhalten will, entblößt ihr sich öffnender Mantel einen teilverwesten, skelettierten Körper. Der Priester trifft mit einer Gruppe Männer aus dem Dorf ein. Sie binden Asa an eine Leiter und verbrennen sie auf einem Scheiterhaufen. Während Asa verbrennt, kehrt das Leben in Katias Körper zurück.

## Hintergrund

### Produktion
Bei der Produktionsfirma Galatea war Mario Bava bereits mehrere Male für Regisseure eingesprungen, die Produktionen nicht selbst zu Ende führten, zweimal für Riccardo Freda in Der Vampir von Notre Dame (1956) und Caltiki, Rätsel des Grauens (1959) sowie für Jacques Tourneur in Die Schlacht von Marathon (1959). Als Verdienst für seine Arbeit wurde ihm von Nello Santi der erste eigene Regieauftrag angeboten.
Bava entschloss sich, Nikolai Gogols 1835 erschienene Erzählung Vij (auch Wij) als Vorlage für einen Film zu verwenden. In der Endfassung hat der Film faktisch kaum etwas mit seiner literarischen Vorlage zu tun, in der ein Philosophiestudent während einer Totenwache wiederholt von einer Hexe heimgesucht wird. Lediglich das Hexenmotiv und einige wenige Szenen entsprechen Gogols Erzählung, etwa die Verwandlung der Hexe von einer alten zu einer jungen Frau, und die Explosion des Sargdeckels.
Für die Doppelrolle der Hexe Asa und der Katia verpflichtete Bava die damals 22-jährige Engländerin Barbara Steele. Der Film entstand mit einem geringen Budget zwischen Ende März und Anfang Mai 1960. In der Rolle des Javutich/Dracula ist der italienische Schauspieler Arturo Dominici zu sehen. Dominicis Tochter Germana hat einen Auftritt als Wirtstochter.

### Filmstart
Die Stunde, wenn Dracula kommt feierte am 11. August 1960 seine italienische Premiere. Als die US-amerikanischen Produzenten Samuel Z. Arkoff und James H. Nicholson von American International Pictures auf einer Italienreise den Film sahen, sicherten sie sich für 100.000 US-Dollar ($) die amerikanischen Verleihrechte, mehr als das Budget des ganzen Films betrug. Roberto Nicolosis Filmmusik wurde in den USA durch einen neuen Soundtrack von AIPs Hauskomponisten Les Baxter ersetzt. Am 15. Februar 1961 startete der Film als Black Sunday in den amerikanischen Kinos.
Der Film enthält, gemessen an seiner Entstehungszeit, explizite Gewaltdarstellungen. Er war deswegen in England bis 1968 komplett verboten und in anderen Ländern teils nur stark gekürzt zu sehen. Trotz dieser Einschränkungen wurde der Film ein Kassenerfolg, insbesondere in Frankreich und den USA.
In den deutschen Kinos lief Die Stunde, wenn Dracula kommt am 29. September 1961 an. Die FSK hatte an dem Film vergleichsweise wenig zu beanstanden, weil eine Reihe von Szenen von der Firma bei der Vorlage bereits entfernt worden waren, lediglich eine Einstellung in der Eingangssequenz wurde geschnitten und der Film ab 18 freigegeben. Die Videofassung wurde 2006 sogar einschließlich mehrerer in der Kinofassung nicht gezeigter Szenen ab 12 Jahren freigegeben.

### Deutsche Synchronfassung
Trotz des irreführenden deutschen Verleihtitels hat der Film nichts mit Bram Stokers Romanfigur Dracula gemein. Der Name Dracula wurde aus Marketinggründen in den Titel aufgenommen, der Schauspieler Arturo Dominici spielte laut Drehbuch die Rolle des Igor Javuto, die nicht als Dracula angelegt war. Um die Nennung Draculas im Titel zu rechtfertigen, fällt in der deutschen Fassung sein Name zu Beginn des Films gleich zweimal: Der Erzähler verweist auf „den Fürsten aller Vampire, Dracula“, und in der Inquisitionsszene äußert der Ankläger den Verdacht, dass Javutich in Wahrheit Dracula sei. Diese Namensnennungen sind ausschließlich in der deutschen Synchronfassung zu hören.

### Nachwirkung
Die Stunde, wenn Dracula kommt machte Regisseur Bava und Hauptdarstellerin Steele über Nacht bekannt, versah aber beide auch mit einem eng mit dem Horrorgenre verknüpften Image, über das sich Steele wiederholt beklagte. Obwohl beide in den 1960er Jahren zahlreiche Horrorfilme in Italien drehten, kam es zu keiner weiteren Zusammenarbeit.

## Kritiken
„[Einige Szenen] beuten Sadismus und Schmerz in übertriebener Weise aus. Doch ansonsten ist der Film eine (visuell) phantastische Fingerübung in barockem Horror […] Es ist vielleicht der beste der vielen Bava-Horrorfilme, und Übertreibung – nicht nur in der Ausstattung, sondern auch in formaler und inhaltlicher Hinsicht – ist sein einziger größerer Fehler.“

„Aus der romantischen Vorlage von Gogol wird in den Händen eines italienischen Trivialfilmregisseurs ein naives, manchmal unfreiwillig komisches, aber recht unterhaltsames Horrorspektakel, dessen Fotografie sich an der Ästhetik des Stummfilms orientiert. Von manchen Cineasten als Kultfilm des Genres geschätzt.“